# Meria (lud)

Plemiona północno-wschodniej Rusi przed ekspansją Słowian

Meria (ros. ме́ря) – wymarły lud z grupy wołżańsko-fińskiej ludów uralskich. Zamieszkiwał tereny nad górną Wołgą, na północ i wschód od Moskwy. Posługiwał się wymarłym językiem meria. Najbliższymi krewnymi Merii byli prawdopodobnie Maryjczycy.
Lud o nazwie Merens pierwszy raz pojawia się w „Getice” Jordanesa z VI wieku n.e. jako wasalne plemię królestwa gockiego. Następnie Meria jest wspominana przez kroniki skandynawskie i ruskie. W X–XI wieku nastąpił pierwszy kontakt Merii z plemionami ruskimi i już wtedy tereny przez nich zamieszkane zostały włączone do Księstwa Włodzimiersko-Suzdalskiego. Od tego czasu zaczęła się rusyfikacja Merii. Istnienie ludu jest poświadczone jeszcze w XIV wieku. Następnie lud roztopił się w etnosie wielkoruskim. Istnieje pogląd, że potomkami Merii jest odłam Maryjczyków zamieszkały nad Wietługą i Kostromą.
Po Merii pozostało bogate nazewnictwo miejscowe w zamieszkiwanym niegdyś przez nich regionie, z charakterystycznymi sufiksami -bol / -bal i -skol. W rosyjskim spisie powszechnym z 2002 roku część mieszkańców obwodu kostromskiego i jarosławskiego podała narodowość elifijska i meryjską, choć żaden z poprzednich spisów jej tam nie wykazał. w języku Veps słowo meri oznacza „morze”.